# Edward Klopmann
Edward de Klopmann (właściwie: von Klopmann, ur. 22 listopada 1801 w Warszawie, zm. 6 września 1878 w Ciechocinku) – warszawski inżynier wodny i budowlany, baron kurlandzki i Imperium Rosyjskiego.

## Szkic biograficzny
Klopmann pochodził z rodziny rdzennie niemieckiej: ojciec Otto Wilhelm (1761–1824), żonaty z Wilhelminą z domu Friedel (1761–1834) pochodził ze starej szlachty kurlandzkiej z korzeniami z Westfalii, skąd przybyła do Kurlandii w XIV wieku i posiadała później także majątki na Litwie w okolicy Birż. Dziadek Edwarda baron Raphael Laurentius von Klopmann (zm. 1809, żonaty z Anną von Bistram) był ok. 1763 generalnym adiutantem wielkiego hetmana litewskiego Massalskiego, później reprezentantem ewangelików litewskich w Warszawie, pradziadek Alexander Magnus, żonaty z Katarzyną von Puttkamer, służył w 1. poł. XVIII wieku jako major w wojskach W. Ks. Litewskiego. Ojciec Otto Wilhelm przeniósł się do Warszawy po III rozbiorze Polski jako urzędnik pruski, a po wygnaniu Prusaków przyjął posadę w służbie rządowej Księstwa Warszawskiego, działając jednocześnie w odpowiedzialnych funkcjach w kierownictwie warszawskiej parafii ewangelicko-augsburskiej.
Po ukończeniu Liceum Warszawskiego Edward Klopmann rozpoczął w 1818 r. studia w Szkole Inżynierii Cywilnej, gdzie po 4 latach uzyskał tytuł zastępcy inżyniera. Jako zadanie otrzymał kierownictwo prac nad uspławnieniem rzeki Kamiennej, potem zbudował w Warszawie bulwar nad Wisłą, który przetrwał do mn.w. 1870 r. Następnie udał się na dalsze studia inżynierii wodnej do Paryża (1826), a potem wojażował w latach 1828–1830 po Francji, Holandii i Anglii, zwiedzając urządzenia wodne.
Do Polski wrócił w 1830 r., otrzymał stanowisko inżyniera m.st. Warszawy. Wykonał m.in. projekt budowy wiaduktu łączącego Krakowskie Przedmieście z mostem na Wiśle, zrealizowany później przez Feliksa Pancera. Był członkiem komitetu budowy mostu żelaznego przez Wisłę, później znanego jako most Kierbedzia. Dzięki niemu uporządkowano także cmentarz Powązkowski.
Edward Klopmann wziął udział w powstaniu listopadowym jako kapitan korpusu pontonierów.
W 1840 r. został mianowany naczelnym inżynierem Warszawy, cztery lata później przeszedł na emeryturę. W roku 1853 potwierdzono wszystkim Klopmannom dziedziczny tytuł baronów Cesarstwa Rosyjskiego. Przez następne 30 lat, dopóki dopisywało zdrowie, Edward działał w warszawskiej parafii ewangelickiej, w wysokich funkcjach jako kurator Szpitala Ewangelickiego w dawnej warszawskiej jurydyce Leszno (ul. Karmelicka 10), prezes Kolegium Kościelnego i przewodniczący komitetu opracowującego nowy ordynek kościelny.

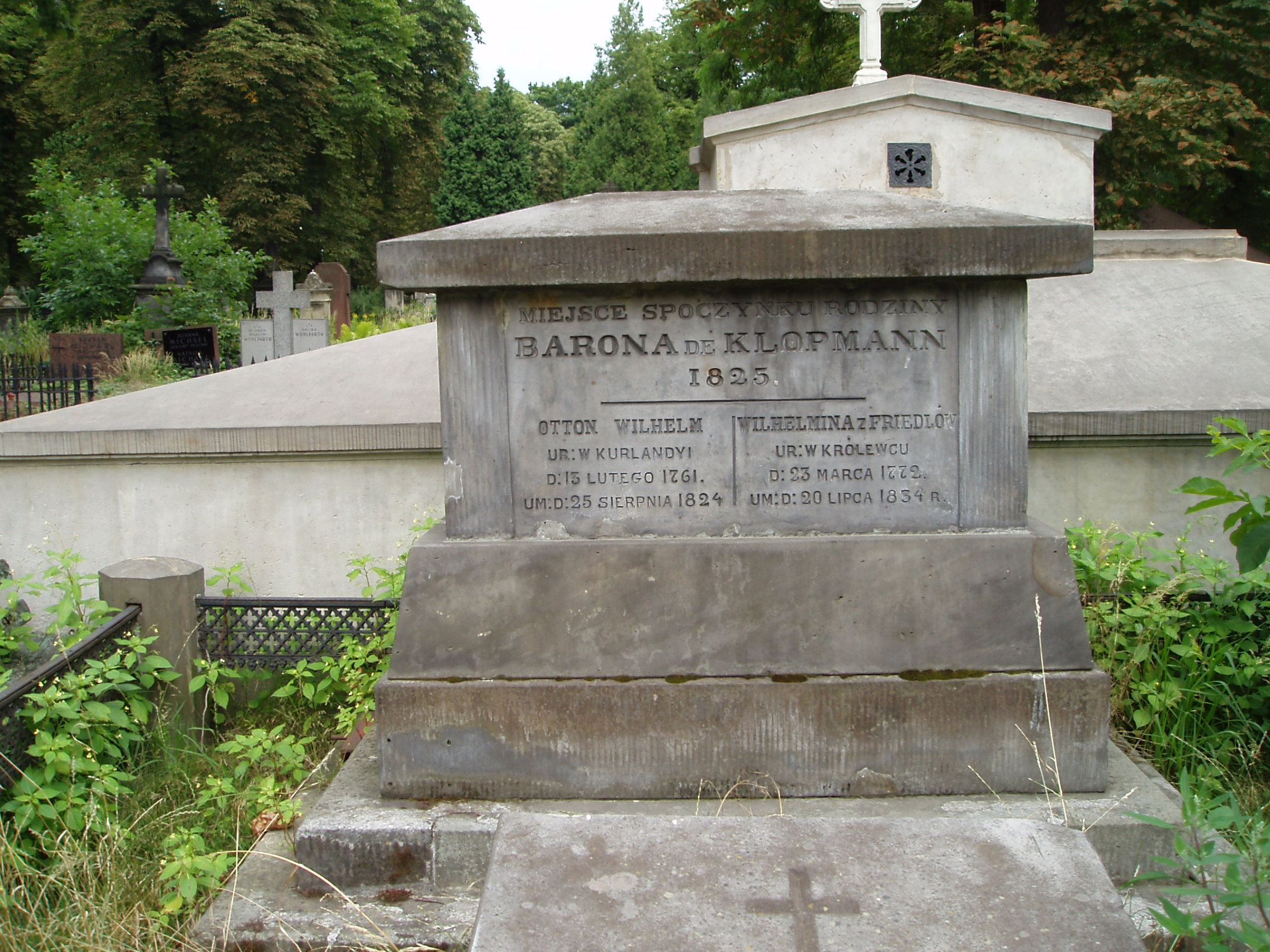
Grobowiec Klopmannów na cmentarzu ewangelicko-augsburskim w Warszawie

Klopmann był żonaty z Marią Józefą z Karśnickich (zm. 1868) i miał dzieci. Pochowany został obok rodziców i siostry Idy zamężnej Deybel von Hammerau na cmentarzu ewangelicko-augsburskim w Warszawie (Al. 4 nr 29).